# راي ماكينون
راي ماكينون (بالإنجليزية: Ray McKinnon)‏ هو منتج أفلام وكاتب سيناريو ومخرج وممثل أمريكي، ولد في 15 نوفمبر 1957 بأدل في الولايات المتحدة. من الجوائز التي نالها جائزة الأوسكار لأفضل فيلم حي قصير.

## أعمال

### أفلام
- (1989) توصيل الآنسة دايزي[5]
- (1991) بجزي[6]
- (1995) أبولو 13[7][8][9]
- (1995) الشبكة[10]
- (2000) يا أخي، أين أنت؟[11][12][13]
- (2009) البعد الآخر[14]
- (2011) حكاية دولفين[15][16]
- (2011) شخص ريفي أخرق

### مسلسلات
- اخشوا الموتى السائرون
- الملفات الغامضة
- تصحيح

## جوائز
- جائزة الأوسكار لأفضل فيلم حي قصير

## وصلات خارجية
- راي ماكينون على موقع IMDb (الإنجليزية)
- راي ماكينون على موقع ألو سيني (الفرنسية)
- راي ماكينون على موقع ميوزك برينز (الإنجليزية)
- راي ماكينون على موقع أول موفي (الإنجليزية)
- راي ماكينون على موقع قاعدة بيانات الأفلام السويدية (السويدية)
- راي ماكينون على موقع قاعدة بيانات الفيلم (الإنجليزية)
- راي ماكينون على موقع كينوبويسك (الروسية)